# Tevfik Rüştü Aras
Ahmet Tevfik Rüştü Aras, més conegut com a Tevfik Rüştü Aras (Çanakkale, 1883 - Istanbul, 5 de gener de 1972), fou Ministre d'Afers Exteriors, entre 1925 i 1938, i cinc cops diputat a la Gran Assemblea Nacional de Turquia entre 1920 i 1938. Metge de professió, ja en temps otomans (1918) era Membre de l'Alta Comissió de Salut. També ha escrit diversos llibres, com Görüşlerim (Les Meves Opinions, 2 volums) i Atatürk'ün Dış Politikası (Política Exterior d'Atatürk). Va ser ambaixador de Turquia a Londres durant la Segona Guerra Mundial.